# Canon EOS-1D X Mark III
1D X Mark II
Le Canon EOS-1D X Mark III est un appareil photographique reflex numérique plein format de 20,1 mégapixels fabriqué par Canon. Il est commercialisé depuis le 13 février 2020. L'EOS 1D X Mark III remplace l'EOS 1D X Mark II.

## Caractéristiques

### Système optique
- Monture à objectifs interchangeables (monture EF) ;
- viseur : pentaprisme avec couverture d'image 100 %, agrandissement environ 0,76x, relief oculaire 20 mm (depuis le centre de l'oculaire), correcteur dioptrique intégré de –3,0 δ à +1,0 δ ;
- obturateur : obturateur plan focal de 30 s à 1/8 000 s (par incréments 1/2 ou d'1/3), pose longue (bulb) + synchro-X maxi flash 1/250 s ;
- Capteur CMOS avec filtre couleur primaire (RVB) de 36 mm × 24 mm (format 24 × 36), unité auto-nettoyante ;
- sensibilité : 100-102 400 ISO automatique, (par paliers de 1/3 ou d'une valeur), extensible L, H1, H2, H3 à 50-819 200 ISO ;
- coefficient de conversion des focales : 1× (égal à la focale de l'objectif monté) ;
- définition : 20,1 millions de pixels ;
- ratio image : 3:2.

### Système de prise de vue
- Mode Live View avec couverture 100 % et 30 im./s.
- Autofocus : 191 collimateurs, dont 155 croisés
  - Sélection automatique : sur les 191 collimateurs
  - Sélection manuelle : 1 seul collimateur AF (possibilité de sélectionner 61, 15 et 9 collimateurs ou des collimateurs de type croisé uniquement)
  - Sélection manuelle : autofocus spot avec un seul collimateur
  - Sélection manuelle : extension du collimateur AF à 4 collimateurs (haut, bas, gauche, droite)
  - Sélection manuelle : extension du collimateur AF aux 8 collimateurs environnants
  - Sélection manuelle : Sélection manuelle : zone AF
  - Sélection manuelle : Sélection manuelle : zone AF large

Les collimateurs AF peuvent être sélectionnés individuellement pour les prises de vue au format vertical ou horizontal.
- Mesure lumière : Capteur de mesure RVB + IR d'environ 360 000 pixels, mesure sur 216 zones. Système EOS iSA (Intelligent Subject Analysis). Mesure évaluative (couplée à tous les collimateurs AF). Mesure sélective (environ 6,2 % du viseur, au centre). Mesure spot : Mesure spot centrale (environ 1,5 % du viseur, au centre). Mesure spot liée au collimateur AF. Mesure multi/spot Moyenne à prédominance centrale.
- Balance des blancs : balance des blancs auto par le capteur.
- Modes : programme d'exposition automatique, Tv (priorité à la vitesse), Av (priorité à l'ouverture), M (manuel), personnalisé (x3).
- Mode rafale : maximum environ 14 im./s avec suivi AF/AE complet, vitesse maintenue jusqu'à un nombre illimité d'images JPEG ou 170 images RAW, avec carte CFast 2.0 Maximum 16 im./s en mode Visée par l'écran avec le miroir verrouillé et l'exposition et l'AF verrouillés sur la première image.
- Mesure flash : Flash auto E-TTL II, manuel, ±3 IL par paliers de 1/2 ou de 1/3.

### Gestion d’images
- Processeur d'images DIGIC X 14 bits et DIGIC 8 pour la mesure lumière ;
- matrice couleur : Adobe RVB ;
- enregistrement : cartes CFexpress ;
  - modes d’enregistrement (JPEG/RAW/HEIF) :
    - L/RAW 5 472 × 3 648 ;
    - M1 4 368 × 2 912 ;
    - M2 3 648 × 2 432 ;
    - S  2 432 × 1 824 ;

  - modes d’enregistrement vidéo :
    - 5.5K RAW 5 496 x 2 904 (23,98, 24, 25, 29,97, 50, 59,94 im/s)
    - 4K/DCI (17:9) – 4 096 × 2 160 (59,94, 50, 29,97, 25, 24, 23,98 im./s) ;
    - 1920 × 1080 (119,9, 100, 59,94, 50, 29,97, 25, 23,976 im./s).

### Boîtier
- Dimensions : 158 × 167,6 × 82,6 mm ;
- masse : 1 250 g (sans alimentation) ;
- étanchéité : étanche à la poussière et à l'humidité ;
- affichage : écran LCD 3,2" 2 100 000 pixels (couverture 100 %) TFT Clear View II, angle de vue 170° (horizontal/vertical).

### Connectivité
- Alimentation : accumulateur lithium-ion rechargeable LP-E19 (environ 1 210 clichés à 23 °C) / LP-E4N / LP-E4 ;
- sortie HDMI Mini (type C, compatibles HDMI-CEC), terminal d'extension système (pour WFT-E8 et WFT-E6), connecteur RJ-45 (Ethernet Gigabit), terminal de type N3 (récepteur de télécommande) ;
- son : microphone externe en entrée (mini-prise stéréo), prise casque (mini-prise stéréo).